# Trios à cordes de Boccherini

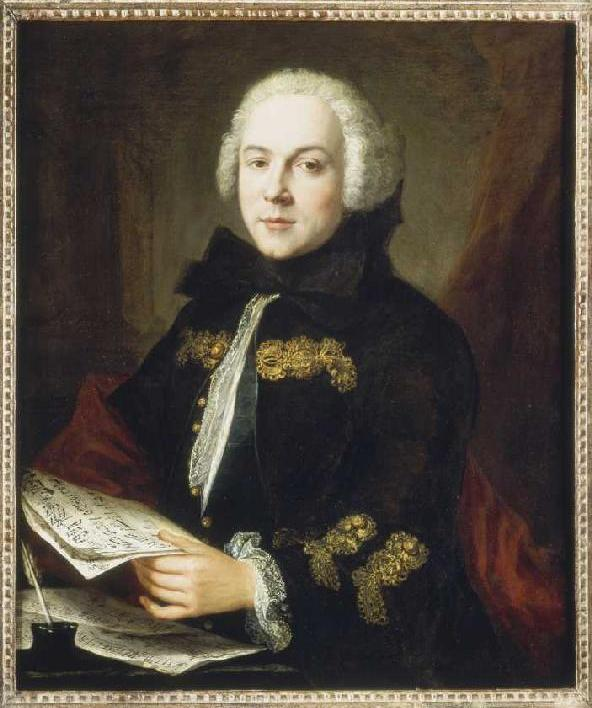
Portrait de Luigi Boccherini, 1764-68. Huile sur toile de Jean-Étienne Liotard. Collection privée, Budenheim, Allemagne.

Les Trios à cordes de Luigi Boccherini sont un ensemble de 42 œuvres avec numéros d'opus attribués par le compositeur. Composés entre 1760 et 1796, la plupart sont pour deux violons et violoncelle.

## Trios à cordes par numéros d'opus

### Opus 1 (1760)
- Trio à cordes no 1 en fa majeur opus 1 (G.77)

1. Allegro non tanto
2. Largo
3. Presto

- Trio à cordes no 2 en si bémol majeur opus 1 (G.78)

1. Allegretto
2. Largo assai
3. Presto assai

- Trio à cordes no 3 en la majeur opus 1 (G.79)

1. Largo
2. Allegro
3. Tempo di Minuetto

- Trio à cordes no 4 en ré majeur opus 1 (G.80)

1. Adagio
2. Allegro con spirito
3. Fuga. Allegro

- Trio à cordes no 5 en sol majeur opus 1 (G.81)

1. Larghetto
2. Allegro con brio
3. Allegro

- Trio à cordes no 6 en do majeur opus 1 (G.82)

1. Largo
2. Allegro brioso
3. Allegro

### Opus 4 (1766)
- Trio à cordes no 1 en mi bémol majeur opus 4 (G.83)

1. Allegro con spirito
2. Largo assai
3. Minuetto-Trio

- Trio à cordes no 2 en si bémol majeur opus 4 (G.84)

1. Allegro
2. Larghetto amoroso
3. Presto assai

- Trio à cordes no 3 en mi majeur opus 4 (G.85)

1. Allegro molto
2. Cantabile
3. Minuetto
4. Allegro

- Trio à cordes no 4 en fa mineur opus 4 (G.86)

1. Largo e appassionato
2. Moderato
3. Minuetto-Trio

- Trio à cordes no 5 en ré majeur opus 4 (G.87)

1. Moderato
2. Andantino
3. Tempo di Minuetto-Trio

- Trio à cordes no 6 en fa majeur opus 4 (G.88)

1. Amoroso
2. Allegretto smorfioso
3. Tempo di Minuetto-Trio

### Opus 6 (1769)
- Trio à cordes no 1 en si bémol majeur opus 6 (G.89)

1. Andantino amoroso
2. Allegro molto
3. Minuetto-Trio

- Trio à cordes no 2 en mi bémol majeur opus 6 (G.90)

1. Allegro maestoso
2. Andante grazioso
3. Allegro molto

- Trio à cordes no 3 en la majeur opus 6 (G.91)

1. Andantino grazioso
2. Allegro maestoso
3. Minuetto-Trio

- Trio à cordes no 4 en fa majeur opus 6 (G.92)

1. Allegro
2. Lento con espressione
3. Minuetto-Trio

- Trio à cordes no 5 en sol mineur opus 6 (G.93)

1. Adagio
2. Rondeau.Allegro
3. Minuetto-Trio

- Trio à cordes no 6 en do majeur opus 6 (G.94)

1. Allegro assai
2. Larghetto
3. Presto

### Opus 14 (1772)
- Trio à cordes no 1 en fa majeur opus 14 (G.95)

1. Allegro assai
2. Adagio
3. Minuetto. Allegro-Trio

- Trio à cordes no 2 en do mineur opus 14 (G.96)

1. Allegro moderato
2. Adagio
3. Tempo di Minuè-Trio
4. Prestissimo

- Trio à cordes no 3 en la majeur opus 14 (G.97)

1. Allegro moderato
2. Largo
3. Allegretto smorfioso-Adagio come prima
4. Minuè-Trio

- Trio à cordes no 4 en ré majeur opus 14 (G.98)

1. Allegro giusto
2. Andantino
3. Allegro assai

- Trio à cordes no 5 en mi bémol majeur opus 14 (G.99)

1. Andantino
2. Allegro e con spirito
3. Variazioni. Allegretto sostenuto

- Trio à cordes no 6 en fa majeur opus 14 (G.100)

1. Larghetto
2. Allegro
3. Rondeau con moto

### Opus 34 (1781)

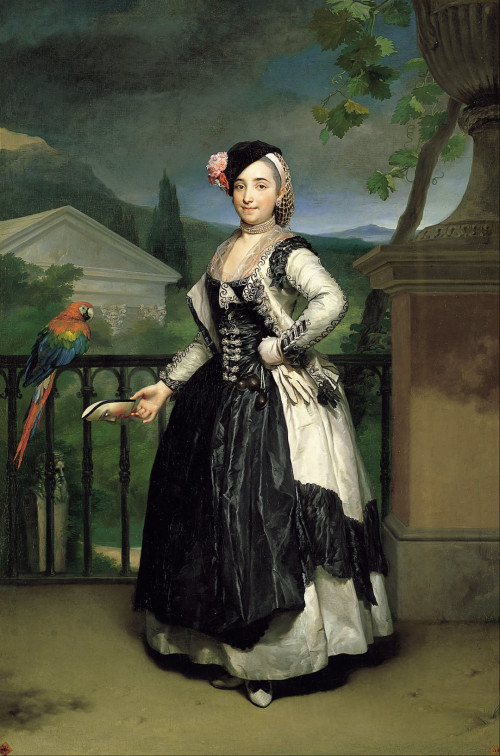
Doña Isabel, appelée aussi La Manchega, représente le prototype d'une dame espagnole de l'époque de Boccherini. L'ambiance aimable et légèrement mélancolique qui se dégage de cette toile n'est pas sans rappeler certains mouvements des trios opus 34 (1781). Anton Raphael Mengs, Portrait d'Isabel Parreño y Arce, Ruiz de Alarcon y Valdes, Marquise de Llano (1770), Académie royale des beaux-arts Saint-Ferdinand, Musée, Madrid.

- Trio à cordes no 1 en fa mineur opus 34 (G.101)

1. Andante lento
2. Allegro con brio
3. Minuetto-Trio

- Trio à cordes no 2 en sol majeur opus 34 (G.102)

1. Allegretto comodo assai
2. Minuetto-Trio
3. Adagio
4. Rondo.Allegro ma non presto

- Trio à cordes no 3 en mi bémol majeur opus 34 (G.103)

1. Allegro vivo ma non presto
2. Largo non tanto
3. Minuetto-Trio
4. Rondo. Allegretto comodo

- Trio à cordes no 4 en ré majeur opus 34 (G.104)

1. Allegro moderato assai
2. Grave-Allegro-
3. Grave-Tempo di Minuetto

- Trio à cordes no 5 en do majeur opus 34 (G.105)

1. Largo
2. Allegro vivo
3. Andante lento con variazioni

- Trio à cordes no 6 en mi majeur (G.106)

1. Allegro giusto
2. Larghetto
3. Minuetto con moto-Trio
4. Rondo. Andante un poco lento

### Opus 47 (1793)
- Trio à cordes no 1 en la majeur opus 47 (G.107)

1. Allegro moderato
2. Tempo di Minuetto.Amoroso-Trio

- Trio à cordes no 2 en sol majeur opus 47 (G.108)

1. Andantino
2. Tempo di Minuetto-Trio

- Trio à cordes no 3 en si bémol majeur opus 47 (G.109)

1. Andante allegretto
2. Tempo di Minuetto-Trio

- Trio à cordes no 4 en mi bémol majeur opus 47 (G.110)

1. Adagio non tanto
2. Tempo di Minuetto-Trio

- Trio à cordes no 5 en ré majeur opus 47 (G.111)

1. Andantino moderato assai
2. Tempo di Minuetto-Trio

- Trio à cordes no 6 en fa majeur opus 47 (G.112)

1. Allegretto moderato assai
2. Allegro non tanto

### Opus 54 (1796)
- Trio à cordes no 1 en ré majeur opus 54 (G.113)

1. Andantino
2. Allegro maestoso
3. Rondo.Allegro giusto

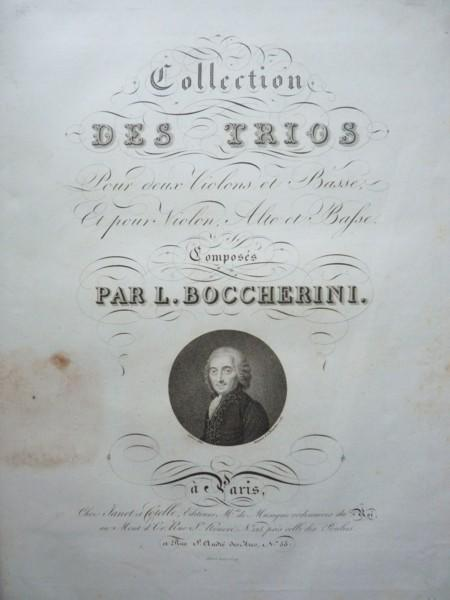
Collection Des Trios pour Deux Violons et Basse, et pour Violon, Alto et Basse. Composés par L. Boccherini, (Paris, c. 1824).

- Trio à cordes no 2 en sol majeur opus 54 (G.114)

1. Allegro con moto
2. Tempo di Minuetto-Trio
3. Rondeau.Allegro giusto

- Trio à cordes no 3 en mi bémol majeur opus 54 (G.115)

1. Allegretto moderato assai
2. Tempo di Minuetto-Trio
3. Andantino lento
4. Presto

- Trio à cordes no 4 en do majeur opus 54 (G.116)

1. Allegro con spirito
2. Andantino
3. Minuetto-Trio
4. Rondo.Allegretto moderato

- Trio à cordes no 5 en ré mineur opus 54 (G.117)

1. Allegretto moderato
2. Minuetto.Con moto-Trio
3. Larghetto
4. Finale.Presto

- Trio à cordes no 6 en la majeur opus 54 (G.118)

1. Presto assai
2. Larghetto
3. Tempo di Minuetto-Trio
4. Finale.Allegro vivo

## Discographie
- Sei Trii op. 1, [G.77-82] - Trio Arcophon (c. 1969, RivoAlto CRA 9001) (OCLC 315256828) ;
- La bona notte et trois Trios [G.102, G.93, G.62, G.98] - La Real Cámara (Barcelone, 1994, Glossa GCD 920301) (OCLC 722406578) ;
- Boccherini en Boadilla. Trios op. 14 [G.95-100], La Real Cámara, San Lorenzo de El Escorial (mars 2005, Glossa GCD 308) (OCLC 811549399) ;
- Trios op. 34, Vol. I, [G.101-103], Vol. II, [G.104-106] - La Ritirata : Hiro Kurosaki, Lina Tur Bonet (violons), Josetxu Obregón (violoncelle et direction artistique) (Barcelone, 26-28 mars 2010, Columna Música 1CM0258 et 1CM0275) (OCLC 804774983) ;
- 6 trios opus 47, [G.107-112] - Ensemble Europa Galante (3-5 février 1991, Opus 111 OPS 41-9105) (OCLC 704986244) ;
- Los Últimos Tríos [G.114, G.116, G.117, G.118] - La Real Cámara, San Lorenzo de El Escorial (septembre 1995, Glossa, GDC 92030) (OCLC 811472791).